# ریچارد استالمن
ریچارد متیو استالمن (به انگلیسی: Richard Matthew Stallman) (متولد ۱۶ مارس ۱۹۵۳ در نیویورک) معروف به آر-ام-اس (به انگلیسی: RMS)، یک آمریکایی طرفدار آزادی نرم‌افزار و برنامه‌نویس کامپیوتر است. در سپتامبر سال ۱۹۸۳، او پروژه گنو را برای ساخت یک سیستم‌عامل کاملاً آزاد شبه-یونیکس آغاز کرد و مدیریت و معماری این پروژه را عهده‌دار شد. با آغاز پروژه گنو، او نخستین قدم را در جنبش نرم‌افزار آزاد برداشت و در اکتبر سال ۱۹۸۵ بنیاد نرم‌افزار آزاد را تأسیس کرد.
استالمن در استفاده از مفهوم کپی‌لفت (در برابر مفهوم کپی رایت) پیش‌قدم شد. او نویسندهٔ اصلی چندین مجوز کپی‌لفت، از جمله جی‌پی‌ال است که یکی از پر استفاده‌ترین مجوزهای نرم‌افزار آزاد به حساب می‌آیند. از اواسط دههٔ ۱۹۹۰، او اکثر وقت خود را برای دفاع از جنبش نرم‌افزار آزاد گذاشته‌است. همچنین او همیشه در حال مبارزه با حق امتیاز نرم‌افزار و چیزهایی که او در قانون کپی‌رایت اضافی می‌بیند، است. او تعدادی از نرم‌افزارهایی را که به‌طور گسترده استفاده می‌شوند، گسترش داده‌است؛ نظیر ایمکس اصلی، مجموعه کامپایلرهای گنو و اشکال‌یاب گنو. وی همچنین در سال ۱۹۸۹ برای متحد کردن توسعه‌دهندگان نرم‌افزار آزاد و همین‌طور نرم‌افزار مالکیتی برای مبارزه علیه پتنت‌های نرم‌افزاری و گسترش محدودهٔ کپی‌رایت، سازمان اتحاد برای آزادی برنامه‌نویسی را تأسیس کرد.
ایده اولیه یک دانشنامهٔ آنلاین که با مشارکت کاربران نوشته شود (همانند ویکی‌پدیا) در سال ۱۹۹۹ توسط استالمن ارائه شد.

## زندگی
ریچارد استالمن در سال ۱۹۵۳ در شهر نیویورک به دنیا آمد. Alice Lippman و Daniel Stallman پدر و مادر او بودند. اولین تجربه استالمن با کامپیوترها در دوران دبیرستان در مرکز علمی IBM نیویورک بود. او تابستان را برای نوشتن یک برنامه آنالیز عددی در Fortran استخدام شده بود. او کار خود را بعد از دو هفته تمام کرد و بقیه تابستان خود را به نوشتن یک ویرایشگر متن در APL صرف کرد. استالمن تابستان بعد از فارغ‌التحصیلی‌اش را صرف نوشتن یک پردازشگر برای زبان برنامه‌نویسی PL/I در IBM System/360 کرد.
در دنیای برنامه‌نویسی و کارهایی که او انجام داد به «RMS» شهرت پیدا کرد. در اولین نسخه از فرهنگ لغت هکرها به این موضوع اشاره کرد که ریچارد استالمن نام دنیوی من است، شما می‌توانید من را «RMS» خطاب کنید.
در ابتدا او با PL/I و سپس زمانی که برنامه‌ها برای رایانه بزرگ بودند از اسمبلی برای کارهای خود استفاده کرد. بعد از این کار او به عنوان یک دستیار قسمت بیولوژی دانشگاه راکفلر مشغول به کار شد همچنین او به ریاضیات و فیزیک تمایل نشان داد، تفکر تحلیلی او مدیر آزمایشگاه را به خود معطوف کرد به‌طوری‌که پس از گذشت مدت زمانی از کار او در آزمایشگاه، مادر او تلفنی از سوی یک پروفسور دانشگاه فهمید که RMS مشغول به چه کاری است! او در کمال تعجب متوجه شد که وی به رایانه علاقه‌مند است و وقت خود را با آن می‌گذراند در صورتی که آینده درخشانی در رشته بیولوژی را برای او پیش‌بینی می‌کرد. در سال ۱۹۷۱ میلادی وارد دانشگاه هاروارد شد و در سال ۱۹۷۴ با مدرک لیسانس از این دانشگاه فارغ‌التحصیل شد. در آزمایشگاه هوش مصنوعی دانشگاه‌ام آی تی به یک هکر تبدیل شد. او به وسیله راس نافتسکر به کار گرفته شد. مردی که بعدها سیمبولیکز را کشف کرد و چندی بعد به مخالفان استالمن پیوست. در سن ۲۱ سالگی برای شرکتی به نام وسچستر کانتی در کنار Eben Moglen کار می‌کرد که الان یک وکیل تکنولوژی است.

## رویدادهای منتهی به پروژه گنو
در اواخر دهه ۱۹۷۰ و اوایل دهه ۱۹۸۰، فرهنگ هکرها که استالمن به آن رونق داده بود شروع به متلاشی شدن کرد. خیلی از تولیدکنندگان برای جلوگیری کردن نرم‌افزار از استفاده شدن در رایانه‌های رقبایشان، توزیع کردن کد منبع را متوقف کردند و برای محدود کردن و ممنوع ساختن کپی و توزیع مجدد، شروع به استفاده از کپی رایت و مجوزهای نرم‌افزار محدود کردند. اینچنین نرم‌افزارهای اختصاصی از قبل وجود داشتند، و این امر اینطور ظاهر شد که بتواند هنجاری در این راستا شود.
ضرورت وجود برنامه‌هایی با قابلیت انتقال بر روی انواع ماشینها و سیستم‌های متفاوت کاملاً مشهود بود، برنامه‌هایی که بتوانند روی سیستم‌های متفاوت اجرا شوند و امکان اشتراک اطلاعات را مابین چند سیستم متفاوت به وجود آورند. این قابلیت ارزش زیادی برای بازار رایانه و نرم‌افزار داشت، این نکته در مورد سازندگان رایانه‌ها هم مشهود بود. در این حال شرکت‌ها سعی می‌کردند با به وجود آوردن انحصار و محدودیت، از کپی شدن برنامه‌ها جلوگیری کنند و فرصت را از رقیب خود بگیرند.
در دهه ۱۹۸۰ ریچارد گرینبلت هکر آزمایشگاه هوش مصنوعی، شرکت Lisp Machines را به ثبت رساند و این ماشین‌ها را به بازار ارائه کرد. کاری که او و تام نایت در آزمایشگاه انجام داده بودند. Greenblatt کمکهای خارجی را رد کرد. وی معتقد بود آن‌ها با فروش تعدادی از ماشینها می‌توانند قدرت مالی لازم برای اداره و گسترش شرکت را به‌دست آورند.
آر ام اس از سال ۱۹۸۲ تا ۱۹۸۳ به مدت دو سال از انحصاری شدن Symbolics روی رایانه‌های آزمایشگاه، توسط برنامه‌نویسان جلوگیری کرد. این زمانی بود که او آخرین تلاشهای خود را جهت تقویت هکرها در آزمایشگاه صرف می‌کرد. او به دنبال یک قرارداد باز بود که محدودیت و انحصار را در خود نداشته باشد اما قبل از آن به فکر افتاد تا این عقیده را با دیگران به اشتراک بگذارد و قبل از انجام کار به مانند یک دانشمند اصیل این ایده را با دیگران به اشتراک بگذارد. دانشمندان بدون هیچ خساستی اطلاعات و دانش خود را با دیگران تقسیم می‌کنند و در بهبود نتایج و انجام کاراها به دیگران کمک می‌کنند و در صورت لزوم از آن‌ها کمک می‌گیرند.
استدلال استالمن آزادی کاربر یک نرم‌افزار بود. آزادی که بتواند آن نرم‌افزار را با همسایه خود مشترک استفاده کند و در صورت نیاز قسمت‌هایی از آن را تغییر دهد. او بر این عقیده پافشاری می‌کرد و دست‌فروشی نرم‌افزارهای وابسته به مالک را مخالف اصول اجتماعی و دور از اخلاق می‌دانست. در یک‌کلام حرف او به این منظور بود که نرم‌افزارها باید آزاد باشند. هر چند گواهی بر این موضوع وجود نداشت، مباحثه‌های او نشان می‌داد که در درجه دوم به فکر آزادی حقوق مصرف‌کننده و جامعه است و از سویی به فکر پیشرفت و ارتقاء نرم‌افزار تولید شده بود.
به تبع این تلاشها، بحثها و گفتگوها در جون ۱۹۸۴ او کار خود در MIT را رها کرد و پروژه گنو را هدف اصلی قرار داد و به صورت تمام وقت روی آن کار کرد. کاری که در سپتامبر ۱۹۸۳ شروع به کار کرد. او تحصیلات خود در دانشگاه را به پایان نرساند و مدرک دکترای خود را اخذ نکرد اما بعدها به صورت افتخاری درجه دکترای خود را گرفت.

## بنیاد گنو

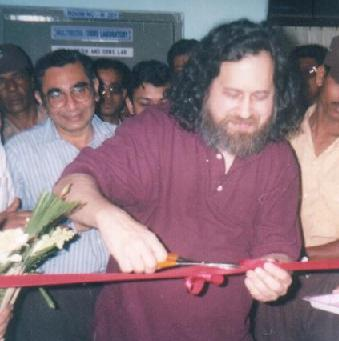
ریچارد استالمن، سال ۲۰۰۳، جشن افتتاحیه NIXAL در Netaji Subhash Engineering College، کلکته، هند

استالمن در سال ۱۹۸۳ تصمیم خود را برای ایجاد یک سیستم‌عامل کاملاً آزاد مشابه یونیکس اعلام کرد.
استالمن این پروژه را به تنهایی شروع کرد و توضیح داد: «به عنوان یک توسعه دهنده سیستم عامل، من مهارتهای درست را برای این کار داشتم؛ بنابراین حتی اگر نتوانم به اعطای موفقیت دست پیدا کنم، به اینکه من برای انجام این کار انتخاب شده بودم تحقق بخشیده‌ام. من تصمیم به ایجاد سیستمی سازگار با یونیکس گرفته‌ام که قابل حمل باشد و کاربران یونیکس به راحتی بتوانند یونیکس خود را به آن تبدیل کنند.»
وی سپس اعلامیه گنو مبنی بر انگیزه ایجاد یک سیستم‌عامل آزاد به نام گنو بر مبنای یونیکس را در سال ۱۹۸۵ منتشر کرد. گنو یک کلمه بازگشتی است به این معنا که گنو یونیکس نیست. خیلی زود او بنیاد نرم‌افزارهای آزاد (Free Software Foundation) را بنیان نهاد. او برنامه‌نویسان آزاد را استخدام می‌کرد و ساختار سازمانی بنیاد نرم‌افزار آزاد را تشکیل داد.
در سال ۱۹۸۹ مفهوم زیبای General Public License) GPL) را به وجود آورد، یک مکانیسم قانونی برای ویرایش و توزیع مجدد نرم‌افزارهای آزاد. به همین ترتیب تمامی نرم‌افزارهای لازم تهیه شدند به جز کرنل یا هسته سیستم‌عامل آزاد. پیچیدگی ساختار و طراحی هسته سختی کار را چندین برابر کرده بود و همین امر باعث شد تا روند تولید هسته به کندی به پیش برود.
با طراحی و برنامه‌نویسی برنامه‌های مورد نیاز تحت مجوز آزاد (GPL) انجام می‌گرفت و این موضوع باعث شد تا استالمن این امکان را به وجود آورد تا برنامه‌نویسان متعددی روی پروژه‌های مختلف کار کنند. در سال ۱۹۹۱ یک پروژه مستقل از پروژه گنو به تهیه کرنل لینوکس می‌پرداخت. از اتفاق این پروژه با گنو هم‌زمان شد و امکان اجرای نرم‌افزارهای نوشته شده روی این هسته را فراهم می‌کرد. این باعث پیشرفت پروژه گنو شد. این دو پروژه با هم یک سیستم‌عامل را تشکیل می‌دادند (گنو + لینوکس = گنو/لینوکس) اما هم‌زمانی ارائه این هسته و پروژه باعث شد تا بسیاری به اشتباه آن را به صورت مختصر با نام لینوکس بشناسند و این کلمه در میان مردم عمومیت پیدا کرد و نام لینوکس عمومیت پیدا کرد. آقای استالمن آن را به نام گنو/لینوکس می‌خواند.

## لفظ‌گذاری
استالمن روی کلمات و جملاتی که از سوی مردم به کار برده می‌شوند و همچنین طرز به کار بردن آن‌ها حساسیت خاصی نشان داده‌است. به خصوص رابطه مابین نرم‌افزار و آزادی. او به طرز خستگی ناپذیری از مردم می‌خواهد که نرم‌افزار آزاد (free software) و گنو/لینوکس را به کار ببرند و از قوانین و مقررات کپی رایت پرهیز کنند. به عنوان یک منبع برای کاربران گنو/لینوکس و متن‌باز، روی به کاربردن صحیح کلمات و به خصوص درک معنای آن‌ها اصرار می‌ورزد.
یکی از ضوابط استالمن برای مصاحبه دادن اینست که آن روزنامه‌نگار با استفاده از واژگان او در مقاله‌اش موافق باشد. او حتی بعضی وقتها ضروری می‌بیند که روزنامه‌نگاران قبل از مصاحبه، به دلیل بهره‌وری، بخش‌هایی از فلسفه گنو را مطالعه کنند. البته این موضوع به عنوان یک نکته مثبت برای او محسوب شده‌است و طرفداران خاص خود را دارد، زیرا در موازات مصاحبه‌های فراوان و جذاب، از مباحثه در مورد بعضی از موارد جلوگیری می‌کند.

## گنو/لینوکس
او معتقد است که واژه گنو/لینوکس را برای توزیع‌هایی که از مجموع هسته لینوکس و نرم‌افزارهای آزاد به وجود آمده، به کار ببرند. چرا که معنای نرم‌افزارهای آزاد با به کار بردن لفظ لینوکس برای این مجموعه باعث از بین رفتن معنای آن‌ها خواهد شد.
حق نشر (Copyright) و حق امتیاز (patent) و علامت تجاری (trademarks)
تفکر اختصاصی (نرم‌افزاری با مالکیت اختصاصی) را برای به اشتباه انداختن ذهن مردم می‌داند. در مقایسه این موضوعات با هم در حیطه قانون، در حالت متعارف چیز خاصی برای مطرح کردن ندارند و از تصمیم‌گیری هوشمندانه ممانعت می‌کنند. او که توجه و نگاه‌ها را به این موضوع جلب می‌کند و در این زمینه آگاهی لازم را به شنونده می‌دهد، دلایلی از این قبیل را مطرح می‌کند. این قوانین از مبدأ متفاوت هستند، جداگانه رشد می‌کنند، فعالیت‌های متفاوتی را پوشش می‌دهند، اصول جداگانه‌ای دارند و در نهایت هر کدام از سیاست جداگانه‌ای برخوردار هستند. copyright برای حفظ حق مؤلف و هنرمند است. patent برای تشویق ایده‌های خلاقانه و مبتکرانه‌است، در مقام مقایسه باید گفت که این موضوع صحبت از پرداخت پول به یک موضوع انحصاری است و عدم پرداخت به موارد مشابهی از این قبیل. trademarks قصد ترویج نوعی از تجارت را ندارد بلکه تنها خریدار را معطوف به خرید می‌کند و به او می‌گوید که دارد چیز خاصی را خریداری می‌کند.

## تبلیغات آمازون در اوبونتو
در پی فعال بودن پیش‌فرض و بدون اجازهٔ ویژگی جست‌جوی محصولات آمازون در اوبونتو ۱۲٫۱۰ در حین جستجو برای پرونده‌ها از طریق واسط کاربری اوبونتو، استالمن در نوشته‌ای که در وب‌نوشت خودش در وبگاه بنیاد نرم‌افزارهای آزاد منتشر کرد اوبونتو را جاسوس افزار نامید و از خوانندگان خواست آن را از فهرست توزیع‌های پیشنهادی خود حذف کنند و در گردهمایی‌های نصب و جشن آزادی نرم‌افزار، اوبونتو را نصب یا پیشنهاد نکنند. در عوض بگویند که از اوبونتو به دلیل جاسوسی باید دوری کرد. نوشتهٔ استالمن، واکنش جونو بیکن مدیر جامعه کاربری کنونیکال را به دنبال داشت که نوشتهٔ او را انتشار «ترس، تردید و شک» دانست.
فشارها علیه این مساله سرانجام باعث شد تا کنونیکال در نسخه ۱۶٫۰۴، این قابلیت به طور پیش‌فرض در اوبونتو غیر فعال کند. با این وجود، استالمن همچنان منتقد وجود چنین قابلیتی است و معتقد است اوبونتو می‌بایست امکان استفاده از جستجو در شبکه را به صورت موردی ارائه کند نه به صورت قابلیتی که کاربر بتواند آن را به طور تقریبا دائمی فعال کند.

## جنجال و استعفا از MIT و بنیاد نرم‌افزار آزاد
در ۱۷ سپتامبر ۲۰۱۹ ریچارد استالمن در پاسخ به جنجال‌های پیش آمده پس از اظهار نظرش در مورد اتهام رابطه جنسی ماروین مینسکی (استاد فقید MIT) با ویرجینیا گیوره (یکی از قربانیان پرونده جفری اپستین) از MIT و بنیاد نرم‌افزار آزاد استعفا داد.

## بازگشت به بنیاد نرم‌افزار آزاد
در مارس ۲۰۲۱، ریچاد استالمن در گفتگو با LibrePlanet2021، بازگشت خود را به بنیاد نرم‌افزار آزاد (FSF) اعلام کرد.

## جوایز و افتخارات

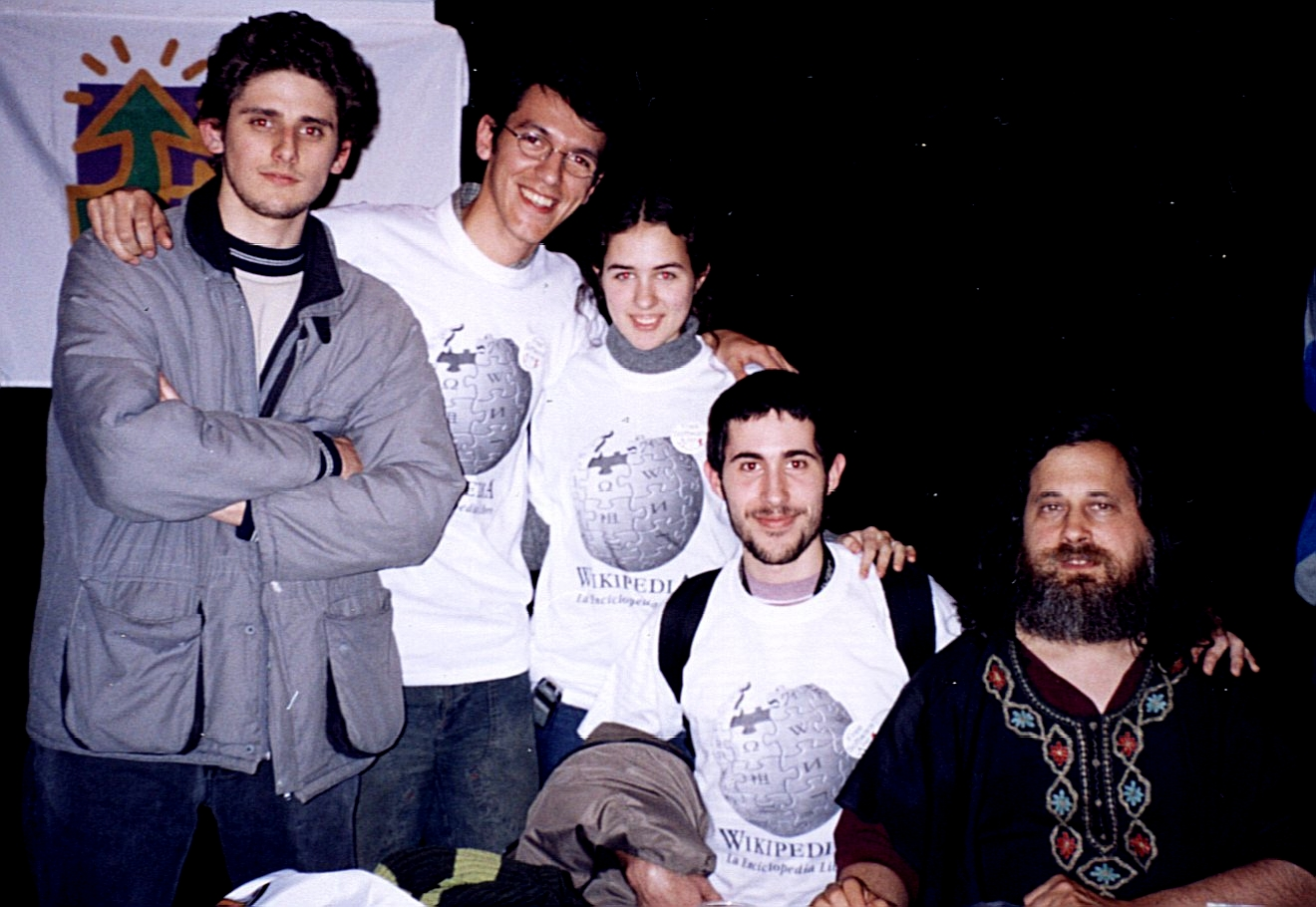
استالمن و جمعی از ویکی‌پدین‌های بوئنوس آیرس

- ۱۹۸۶: عضویت افتخاری در انجمن رایانه چالمرز (Chalmers Computer Society)
- ۱۹۹۰:برنده جایزه گریس هاپر به خاطر پیشگامی و نوآوری در توسعه ایمکس را دریافت کرد.[۱۲]
- ۱۹۹۰: دریافت کمک هزینه تحصیلی بنیاد جان دی و کاترین مک‌آرتور
- ۱۹۹۶: دکترای افتخاری از بنیاد تکنولوژی رویال سوئد
- ۱۹۹۸: جایزه پیشگام بنیاد مرز الکترونیک
- ۱۹۹۹: جایزه یادبود یوری رابینسکی (Yuri Rubinsky)
- ۲۰۰۱: جایزه تکنو-کارآفرینی تکدا (Takeda) برای سلامتی اجتماعی–اقتصادی
- ۲۰۰۱: دکترای افتخاری از دانشگاه گلاسگو
- ۲۰۰۲: عضویت آکادمی مهندسی ملی ایالات متحده «برای شروع پروژه گنو، که ابزارهای نرم افزاری تاثیرگذار و غیر اختصاصی تولید کرد، و برای پایه گذاری جنبش نرم افزار آزاد»
- ۲۰۰۳: دکترای افتخاری از دانشگاه دانشگاه وریج بروکسل
- ۲۰۰۳: پروفسورای افتخاری از Universidad Nacional de Ingeniería del Perú
- ۲۰۰۴: دکترای افتخاری از National University of Salta در آرژانتین
- ۲۰۰۴: پروفسورای افتخاری از دانشگاه تکنولوژی پرو
- ۲۰۰۵: جایزه بنیاد Pistoletto
- ۲۰۰۷: پروفسورای افتخاری از Universidad Inca Garcilaso de la Vega در پرو
- ۲۰۰۷: جایزه اول Iternacional Extremadura al Conocimiento Libre
- ۲۰۰۷: دکترای افتخاری از Universidad de Los Angeles de Chimbote در پرو
- ۲۰۰۷: دکترای افتخاری از دانشگاه پاویا
- ۲۰۰۸: دکترای افتخاری از دانشگاه ملی تروجیلو در پرو
- ۲۰۰۹: دکتر افتخاری در رشته علوم از دانشگاه لیکهد کانادا
- ۲۰۱۱: دکترای افتخاری از Universidad Nacional de Córdoba در آرژانتین
- ۲۰۱۲: پروفسورای افتخاری از Universidad César Vallejo de Trujillo در پرو
- ۲۰۱۲: دکترای افتخاری از Universidad Latinoamericana Cima de Tacna در پرو
- ۲۰۱۲: دکترای افتخاری از Universidad José Faustino Sanchez Carrió در پرو
- ۲۰۱۴: دکترای افتخاری، از دانشگاه کنکوردیا، در مونترال
- ۲۰۱۵: جایزه سیستم نرم‌افزاری ACM «برای توسعه و رهبری GCC»
- ۲۰۱۶: دکترای افتخاری، از دانشگاه پیر و ماری کوری
- ۲۰۱۶: جایزه پزشکی اجتماعی، از GNU Solidario

## واژگان فنی و کم‌اهمیت‌تر
در حوزه اصطلاحات کوچکتری مانند software patent او اختصاص حق نظر یا ایده را به پدید آورنده نرم‌افزار پیشنهاد می‌کند(software idea patent). موضوع software patents این اشتباه را به وجود می‌آورد که کل نرم‌افزار نوشته شده متعلق به یک نفر است. همچنین استفاده از UFO) Uniform Fee Only) پرداخت پول به شکل واحد را به جای RAND) Reasonable And Non-Discriminatory) پرداخت بدون تبعیض پیشنهاد می‌کند. به این دلیل که در مقایسه با حق‌امتیاز سلطنتی که نرم‌افزارهای اختصاصی برای خود قائل شده‌اند، در نرم‌افزارهای آزاد توانایی شمارش کپی‌های موجود از نرم‌افزار ممکن نیست. این موضوع مابین بسیاری از نرم‌افزارهای آزاد و متن‌باز مشترک است. البته این ایده آقای استالمن به نوعی در بین استفاده‌کنندگان عمومیت پیدا نکرده‌است.

## سال‌شمار زندگی

### دوران کودکی و نوجوانی
آلیس لیپمن و دانیل استالمن او را در سال ۱۹۵۳ میلادی در شهر نیویورک به دنیا آوردند. اولین تجربه استالمن با کامپیوترها در دوران دبیرستان در مرکز علمی IBM نیویورک بود. او تابستان خود را برای نوشتن یک برنامه آنالیز عددی در Fortran گذرانده بود. کار خود را بعد از دو هفته تمام کرد و بقیه تابستان خود را به نوشتن یک ویرایش‌گر متن در ای‌پی‌ال (به انگلیسی: APL) صرف کرد.
۱۹۷۴: با مدرک لیسانس هنر فارغ‌التحصیل شد.
۱۹۷۴: در هاروارد حضور پیدا کرد.
۱۹۷۵: از مؤسسهٔ فناوری ماساچوست (MIT) در رشتهٔ فیزیک فارغ‌التحصیل شد.
۱۹۷۱ تا ۱۹۸۴: (به جز سالی که یک دانشجوی فارغ‌التحصیل بود) در حال یادگیری توسعه سیستم عامل در آزمایشگاه مرکز هوش مصنوعی MIT بود.
۱۹۷۶: اولین ویرایشگر متن ایمکس (به انگلیسی: Emacs) توسعه‌پذیر را نوشت، و همچنین توسعه‌دهندهٔ یکی از تکنیک‌های هوش مصنوعی (نام علمی: dependency-directed backtracking) شناخته شده بود.

### اتفاقات مهم زندگی
۱۹۸۳: استالمن اعلام کرد بنیادی که برای توسعه سیستم عامل گنو، یک سیستم عامل شبه‌یونیکس، به وجود آمده به منظور این است که کاملاً نرم‌افزار آزادی باشد و از آن پس رهبر بنیاد شد. همچنین او با این اعلامیه، جنبش نرم‌افزار آزاد را راه‌اندازی کرد.
استالمن در ۵ ژانویه ۱۹۸۴ در حالی که شروع به کار کردن روی این بنیاد کرد از کارگزینی در MIT به منظور انجام این کار استعفاء داده بود.
۱۹۸۵: او بنیاد نرم‌افزار آزادی را آغاز کرد که خودش به عنوان رئیس داوطلبانهٔ تمام وقت آن بود.
سیستم گنو/ لینوکس که همچنین هستهٔ لینوکس توسعه داده شده توسط لینوس توروالدز (به انگلیسی: Linus Torvalds) را به کار می‌برد، در رایانه‌های بسیاری استفاده می‌شد و هم‌اکنون در فروشگاه‌های کوچک رایانه نیز به صورت از پیش نصب شده فراهم می‌باشند. هر چند توزیع‌کنندگان این سیستم‌ها گاهی تفکر آزادی را که نرم‌افزار آزاد را مهم می‌سازد، نادیده گرفتند، و حتی نرم‌افزارهای غیر آزاد را در سیستم‌هایشان قرار دادند. به همین دلیل است که استالمن از اواسط دههٔ ۱۹۹۰ میلادی، بیشتر وقت خود را در حمایت سیاسی از نرم‌افزار آزاد و گسترش تفکرات اخلاقی این جنبش صرف کرد، و همچنین به عنوان مبارز در برابر ثبت اختراع نرم‌افزار و قوانین توسعه خطرناک حق نشر (به انگلیسی: Copyright) بود.
قبل از آن، استالمن تعدادی اجزاء نرم‌افزار سیستم گنو که به‌طور گسترده‌ای استفاده می‌شدند را توسعه بخشید، مانند: جی‌سی‌سی (به انگلیسی: GNU Compiler Collection)، گنو دیباگر (به انگلیسی: GNU Symbolic Debugger) (اختصاری gdb)، گنو ایمکس (به انگلیسی: GNU Emacs)، و برنامه‌های مختلف دیگر برای سیستم عامل گنو.
استالمن در مفهوم Copyleft پیش قدم، و مؤلف اصلی پروانهٔ عمومی همگانی گنو (به انگلیسی: GNU GPL سرواژهٔ GNU General Public License) است؛ یکی از مجوزهای پر استفادهٔ نرم‌افزار آزاد که بر مبنای همان مفهوم کپی لفت (به انگلیسی: Copyleft) تدوین شده است.